# قلقاتی
قلقاتی، روستایی از توابع بخش حلب شهرستان ایجرود  که در استان زنجان ایران است.

## جمعیت
این روستا در دهستان ایجرود پایین قرار دارد و براساس سرشماری مرکز آمار ایران در سال ۱۳۸۵، جمعیت آن ۵۴۹ نفر (۱۳۷خانوار) بوده‌است.
روستاهای اطراف آن نکتو و گوران می‌باشد